# Sarria (Gerichtsbezirk)
Der Gerichtsbezirk Sarria ist einer der 9 Gerichtsbezirke in der Provinz Lugo.
Der Bezirk umfasst 6 Gemeinden auf einer Fläche von 785,06 km² mit dem Hauptquartier in Sarria.

## Gemeinden
| Gemeinde              | Einwohner (2024) | Fläche km² | Dichte Einw./km² | Cod INE | Postleitzahl |
| --------------------- | ---------------- | ---------- | ---------------- | ------- | ------------ |
| O Incio               | 1.508            | 146,09     | 10               | 27024   | 27346        |
| Láncara               | 2.500            | 121,66     | 21               | 27026   | 27367        |
| Paradela              | 1.591            | 121,12     | 13               | 27042   | 27611        |
| O Páramo              | 1.296            | 74,80      | 17               | 27043   | 27363        |
| Samos                 | 1.198            | 136,77     | 9                | 27055   | 27620        |
| Sarria                | 13.459           | 184,62     | 73               | 27057   | 27600        |
| Gerichtsbezirk Sarria | 21.552           | 785,06     | 27               | –       | –            |